# NGC 455
NGC 455 је галаксија у сазвежђу Рибе која се налази на NGC листи објеката дубоког неба.
Деклинација објекта је + 5° 10' 42" а ректасцензија 1h 15m 57,6s. Привидна величина (магнитуда) објекта NGC 455 износи 12,6 а фотографска магнитуда 13,6. NGC 455 је још познат и под ознакама UGC 815, MCG 1-4-11, CGCG 411-15, ARP 164, PGC 4572.